# Celestin Djamen
Celestin Jamo Djamen, né le 16 Janvier 1967 à Douala au Cameroun, est un auteur et homme politique camerounais, il est président du parti politique Alliance Patriotique Républicaine en abrégé APAR.

## Biographie

### Enfance, éducation et débuts
Natif de Douala, Celestin Djamen fit ses études primaires à l'école de la Mission catholique de Deido (Saint-Lwanga), puis secondaires successivement au collège jésuite Saint-Michel de la Cité-Sic Bassa (Douala), puis au lycée Joss à Bonanjo (Douala). Il effectue ses études supérieures à Paris (Panthéon-Sorbonne), en France. Il y mettra un terme en 1996 en DESS de droit privé (procédure civile). Parallèlement, il s'inscrit à l'IEJ (Institut d'études judiciaires) à la Sorbonne où il prépare son examen d'entrée à la profession d'avocat à l'EFB (Ecole de formation au barreau) qu'il ne passera jamais, à la suite du décès de son père.

## Parcours Politique
Entre 2005 et 2010, Célestin Djamen entame ses premiers pas dans le monde politique, marquant ainsi le début d'une carrière riche en engagements et en défis.
- 2007 : Campagne pour Ségolène Royal face à Nicolas Sarkozy et obtention de la carte de membre du Parti Socialiste (PS).
- 2010 : Lancement du Conseil des Camerounais de la Diaspora (CCD) et dépôt d'une plainte contre le président Paul Biya[2].
- 2012 : Nomination au poste de secrétaire national aux droits de l’homme et des peuples du SDF.
- 2013 : Élection au conseil municipal de la mairie de Douala 1er en qualité de conseiller.
- 2018 : Démission du SDF en raison des querelles de succession[3].
- 2020 : Critique publique de la stratégie de son nouveau parti après le boycott des élections législatives et municipales[4].
- 2020 : Opposition à l'action du MRC et critique des marches du 22 septembre[5].

Célestin Djamen se positionne comme la figure du changement au Cameroun. Il a créé en 2021 son parti dénommé Alliance Patriotique et Républicaine, dans l’optique des échéances électorales de 2025. Djamen veut faire ombrage au Mouvement pour la Renaissance du Cameroun et le Social Democratic Front. Ces partis d’opposition dans lesquels il a milité ont échoué, dit-il. Ils n’ont absolument plus rien à proposé aux camerounais.

## Prix et distinctions
Célestin Djamen est élu Politicien de l’année 2020 au Cameroun. Il a reçu ce prix d’une organisation non gouvernementale camerounaise Solidarité Internationale.

## Publications
Le 11 septembre 2011, Célestin Djamen publie son ouvrage intitulé Cameroun. Le changement, c'est maintenant !, aux éditions L'Harmattan, marquant ainsi une étape importante dans son engagement politique et intellectuel.